# Joe Butcher
Joe Butcher é um personagem fictício do filme 007 - Permissão Para Matar, de 1989, o primeiro filme da franquia de James Bond que não foi baseado numa história de Ian Fleming. Ele é interpretado pelo ator Wayne Newton.

## Característica
Butcher é o líder de um centro de meditação religiosa e um cúmplice do traficante de drogas Franz Sanchez, o grande vilão do filme, para quem abre um canal de comunicação com seus clientes e revendores de cocaína nos Estados Unidos, através de códigos em seu programa de tele-evangelização, em troca de dinheiro. Quando ele anuncia ao teleslespectador a quantidade de dinheiro que a igreja precisa em donativos, na verdade está anunciando a quantidade em quilos do preço da droga. Seu personagem não é levado a sério pelo enredo do filme, com toques de histrionismo e humor, um elemento de leveza necessária na trama tensa e violenta de Licence to Kill.

## No filme
O personagem tem pequenas e marcantes aparições no filme. Na primeira delas, quando a bond-girl Pam Bouvier visita seu instituto de meditação, na verdade uma fachada para a fábrica de produção de cocaína de Sanchez, que el investiga para Bond, Butcher tenta seduzi-la levando-a para uma câmara privada a fim de certificar-se se ela tem o dom para participar das meditações religiosas e se juntar aos outros seguidores do instituto. Ele acaba preso por Pam na câmara, sob a mira de uma pistola. Quando o instituto e a fábrica vão pelos ares, mandadas por Bond, Butcher é visto correndo clamando aos céus, entre os seguidores que fogem das explosões, por sua sorte.